# Yunaika Crawfordová
Yunaika Crawfordová Rogertová (* 2. listopadu 1982 Marianao, Havana) je kubánská atletka, která se specializuje na hod kladivem, která získala olympijskou bronzovou medaili v roce 2004 v Athénách s osobním nejlepším hodem 73,16 metrů.